# Come Closer
Come Closer è il sesto album in studio del cantante turco Tarkan, pubblicato il 7 aprile 2006. Si tratta del primo album in lingua inglese. 

## Tracce
1. Just Like That – 3:39
2. In Your Eyes – 3:35
3. Why Don't We (Aman Aman) (feat. Wyclef Jean) – 3:49
4. Mine – 3:19
5. Over – 4:22
6. Start the Fire – 3:26
7. Shhh (I Wanna Hear Love Speak) – 3:34
8. Bounce – 3:45
9. Come Closer – 4:17
10. Don't Leave Me Alone – 4:06
11. Shikidim – 3:55
12. I'm Gonna Make U Feel Good – 3:57
13. Mass Confusion – 4:10
14. Touch – 4:17
15. If Only You Knew – 3:24

## Classifiche
| Classifica (2006) | Posizione massima |
| ----------------- | ----------------- |
| Austria           | 50                |
| Germania          | 18                |
| Svizzera          | 43                |